# Nasí
Nasí (נָשִׂיא) es un término hebreo que significa, "príncipe", en hebreo bíblico. En hebreo moderno, Nasí equivale a "presidente", y no se utiliza en su sentido antiguo, quedando para "príncipe" la palabra Nasich. El Nasí era el miembro con mayor rango y el que presidía el Sanedrín, incluso cuando se reunía como tribunal penal. El cargo fue creado en el año 191 antes de Cristo, cuando el Sanedrín perdió la confianza en la capacidad de los Sumos Sacerdotes para dirigirle. Los romanos reconocieron al Nasí como "El Patriarca de los Judíos", y exigieron que todos los judíos pagaran un impuesto para el mantenimiento del cargo, que fue clasificado dentro de la jerarquía oficial romana en un puesto alto.
Según la Halajá, el Nasí era encargado de realizar algunos anuncios como el de proclamar en los años bisiestos (שנה מעוברת, shaná me'ubéret) el decimotercer mes (אדר ב, Adar bet) hasta que Hillel II, publicó en el siglo IV unas reglas para el cálculo del calendario judío.
El Rabino Yehudah Hanasí, del Linaje de David, fue uno de los más conocidos por haber redactado la Mishná. Descendiente de David, recibió el título de príncipe.
Gamaliel VI fue el último Nasí, ejecutado en el año 425 por orden de Teodosio II, por autorizar la construcción de nuevas sinagogas en contra de las leyes dictadas por Honorio en occidente y por él mismo en oriente, y a continuación suprimió el cargo. Sin embargo, el impuesto siguió cobrándose y se ingresaba en el tesoro imperial.  

## Nesiyim (plural de Nasí en hebreo) del Sanedrín
- Jose ben Yoezer (170 - 140 a. C.)
- Joshua ben Perachyah (140 - 100 a. C.)
- Simeon ben Shetach (100 - 60 a. C.)
- Shmaya (65 – 31 a. C.)
- Hilel el Mayor (31 a. C. – 9 d. C.)
- Shimon ben Hillel (9 – 9)
- Shammai (9-30)
- Rabban Gamaliel Hazaken, llamado también Gamaliel el Mayor (30 - 50)
- Rabban Simeon ben Gamaliel (50 - 70) y Primera guerra judeo-romana (66-73)
- Yohanan ben Zakai (70-80) y Primera guerra judeo-romana (66-73)
- Rabino Gamaliel II o Gamaliel de Yavne (80 - 118) Guerra de Kitos (115-117)
- Eleazar ben Azariah, fue Nasí durante breve tiempo en substitución de Gamaliel II. (118-120)
- Interregno (120-142) y Rebelión de Bar Kojba (132-136)
- Rabino Shimon ben Gamaliel II de Yavne (142 - 165)
- Judá I llamado también Yehudah Hanasí (165 - 220). Conocido simplemente como Rabí, compiló la Mishná.
- Gamaliel III (220 - 230)
- Judá II (230 - 270)
- Gamaliel IV (270 - 290)
- Judá III (290 - 320)
- Hillel II (320 - 365)
- Gamaliel V (365 - 385)
- Judá IV (385 - 400)
- Gamaliel VI (400 - 425)

## Rabban
A partir de Gamaliel Hazaken al Nasí se le dio el título de Rabban, mayor que Rabino. Estuvo reservado a los descendientes de Hilel, con la única excepción del Rabban Yohanan ben Zakai, que tras la primera guerra judeo-romana consiguió permiso de Vespasiano para establecer un centro de aprendizaje judío, y para formar el Sanedrín en Yavne. A Eleazar ben Azariah, que fue Nasí, no se le dio el título de Rabban, tal vez porque solamente ocupó el cargo de Nasí por un corto tiempo antes de que volviese a los descendientes de Hilel. Antes de Gamaliel Hazaken no se usaban títulos, sobre la base del adagio talmúdico Gadol miRabban shmo ("Mayor que el título Rabban es el propio nombre de la persona"). Por esta razón Hilel no tiene título antes de su nombre: su nombre en sí mismo es su título. A partir de Yehudá Hanasí (Judá el Príncipe) se hace referencia a ellos simplemente como "el rabino", ni siquiera al Nasí se le da el título Rabban, aunque a Yehudá Hanasí se le da el de Rabbeinu HaKadosh ( "Nuestro santo rabino [maestro]").